# Trichocolletes centralis
Trichocolletes centralis  is een vliesvleugelig insect uit de familie Colletidae. 
De bij wordt 11 tot 13 millimeter lang. De soort komt voor in dorre gebieden in het midden (noord-zuid gezien) van Australië.